# استان صفاقس
استان صفاقس (به عربی: ولایة صفاقس) یک استان‌های تونس در تونس است که در تونس واقع شده‌است.

## خصوصیات
استان صفاقس ۷٬۵۴۵ کیلومترمربع مساحت و ۹۰۴٬۹۰۰ نفر جمعیت دارد.